# Kartno (województwo lubuskie)
Kartno – wieś w Polsce położona w województwie lubuskim, w powiecie zielonogórskim, w gminie Bojadła.
| SIMC    | Nazwa | Rodzaj     |
| ------- | ----- | ---------- |
| 0907964 | Pólko | przysiółek |

W latach 1975–1998 miejscowość administracyjnie należała do województwa zielonogórskiego.